# Roi deschis

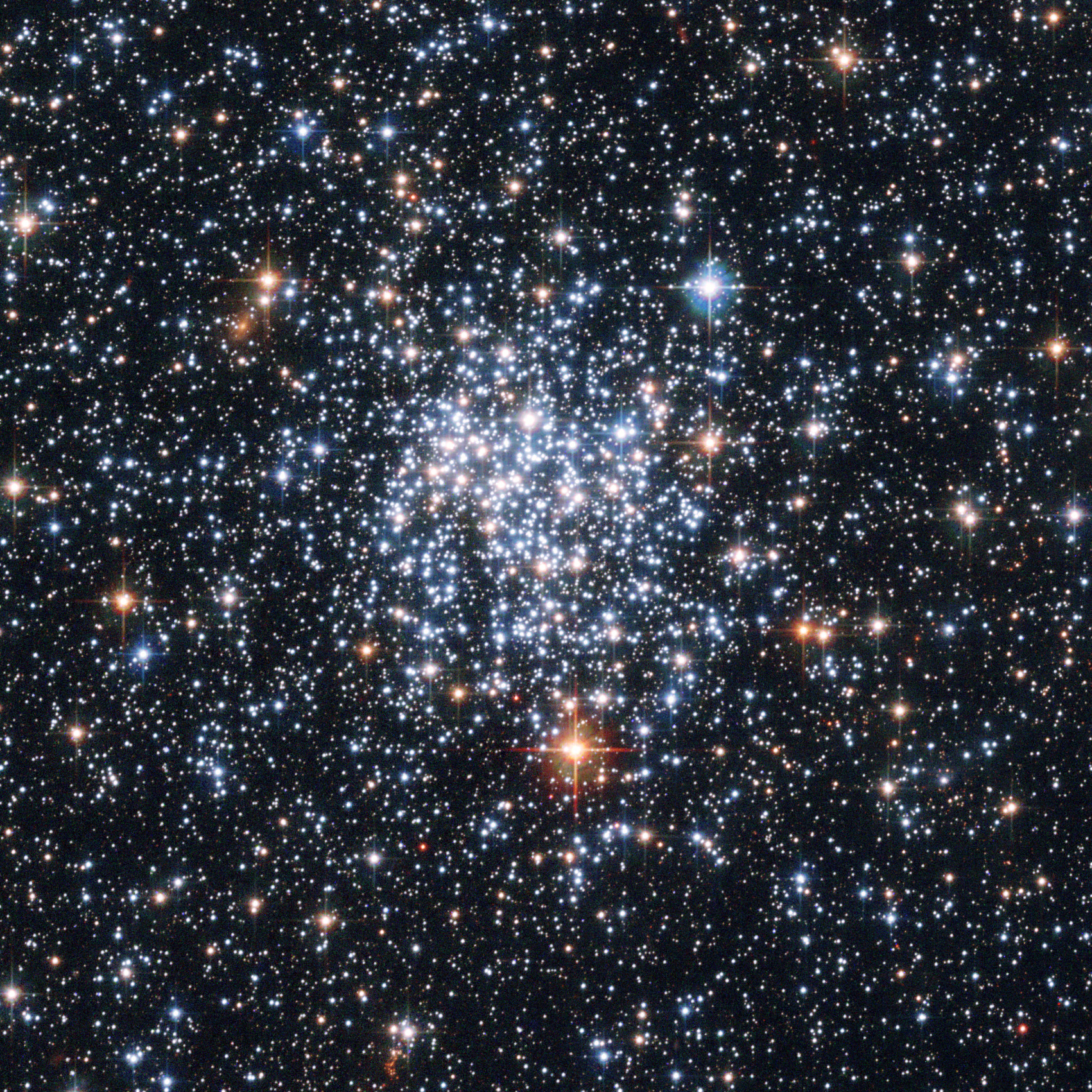
Roiul deschis NGC 256

Un roi deschis este un grup de stele care ajunge până la sute de mii de stele, toate formate din același nor molecular gigant și care păstrează o atracție gravitațională mică. Spre deosebire de stelele din roiurile deschise, cele din roiurile globulare păstrează o atracție gravitațională mare.

## Clasificarea roiurilor deschise
Clasificarea roiurilor deschise cuprinde trei câmpuri care descriu concentrația lor (de la I la IV), distribuția luminozității stelelor lor (1, 2, 3) și numărul stelelor pe care le conțin (p, m, r).
- În funcție de concentrație:
  - I: concentrație puternică;
  - II: concentrație medie;
  - III: concentrație medie-slabă;
  - IV: concentrație slabă.
- În funcție de luminozitate:
  - 1: mic interval de repartiție a magnitudinilor;
  - 2: interval mediu de  repartiție a magnitudinilor;
  - 3: mare interval de repartiție a magnitudinilor, cu multe stele de slabă intensitate și stele de intensitate puternică.
- În funcție de numărul de stele din roi:
  - p: sărac în stele (50 de stele sau mai puține);
  - m: mediu bogat în stele (între 50 și 100 de stele);
  - r: bogat în stele (mai mult de 100 de stele).

Clasificarea este opera astronomului elvețiano-american Robert Trumpler (1886-1956). Unele surse adaugă litera n la sfârșit pentru a indica faptul că roiul se află în interiorul unei nebuloase. De notat faptul că această clasificare este destul de veche și că numeroase roiuri conțin în realitate mult mai multe stele decât numărul estimat de Trumpler.